# Austrotinodes neblinensis
Austrotinodes neblinensis là một loài Trichoptera trong họ Ecnomidae. Chúng phân bố ở vùng Tân nhiệt đới.